# Patrick Jouin

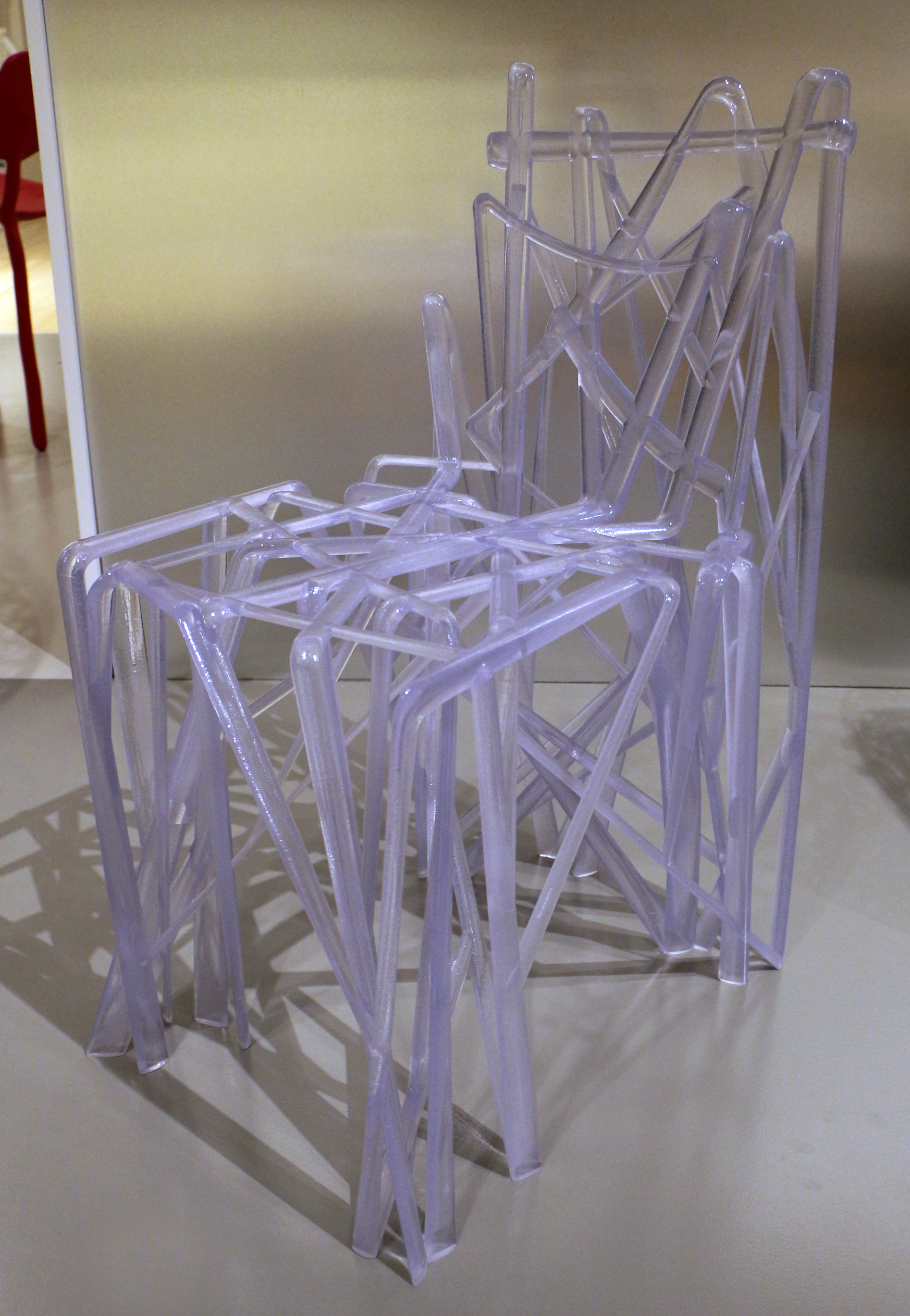
C2 stoel, 2004

Patrick Jouin (Nantes, 5 juni 1967) is een Frans ontwerper.

## Biografie

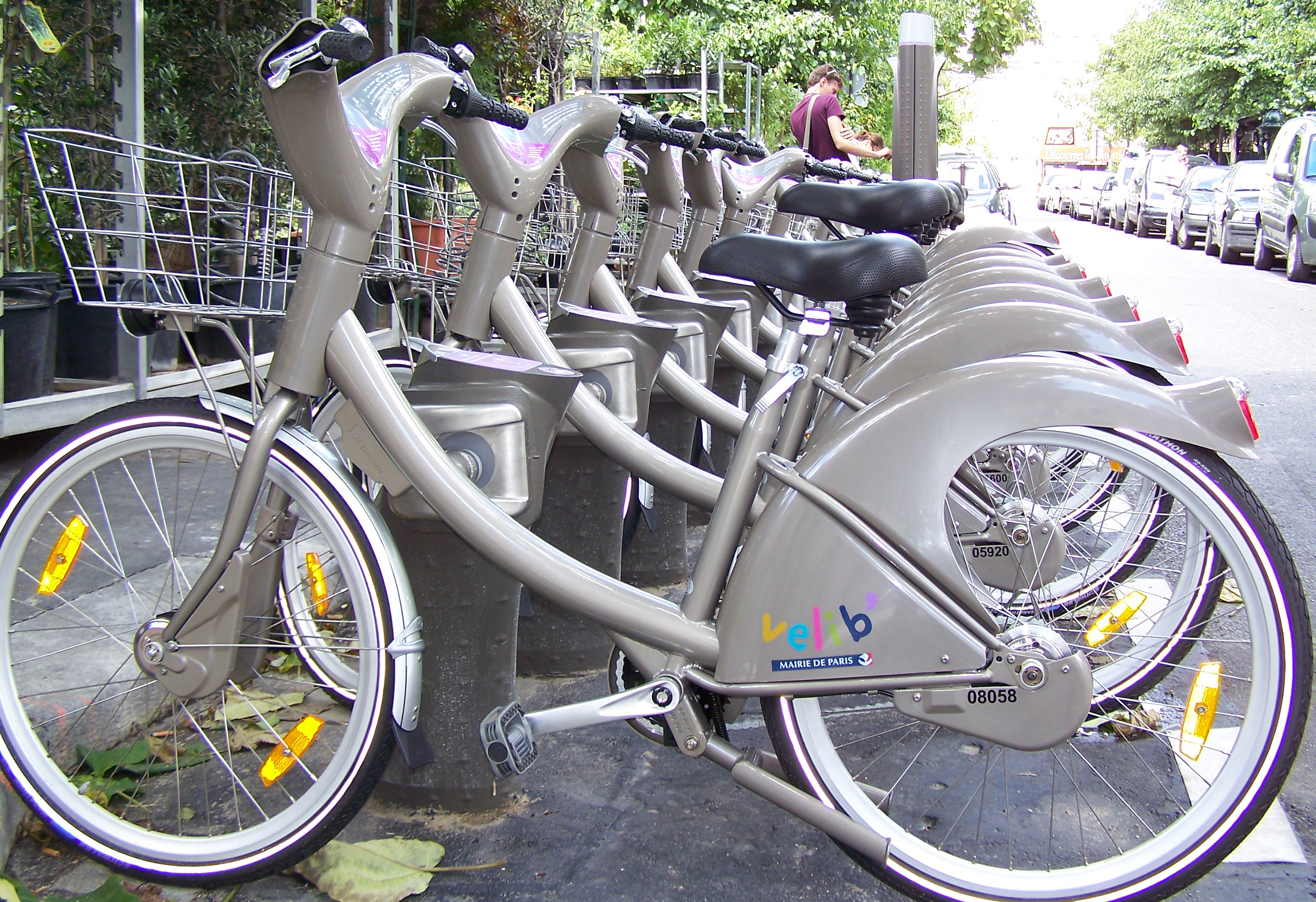
een Vélib' station (Uitvoering tot 2017)

Patrick Jouin volgde ontwerpstudies aan de ENSCI in Parijs, waar hij afstudeerde in 1992. Hij begon zijn carrière bij Thomson Multimedia en kwam een jaar later in dienst bij het ontwerpbureau van Philippe Starck.
In 1998 richtte hij zijn eigen ontwerpbureau op, dat gespecialiseerd is in Industriële vormgeving, Interieurarchitectuur en scenografie. Hij ontwierp objecten en meubels voor Ligne Roset, Cassina, Fermob, Kartell en Alessi. Daarnaast was hij ook actief in de auto-industrie; hij ontwierp een conceptauto voor Renault.
In 1999 begon hij een samenwerking met meesterkok Alain Ducasse voor wie hij verschillende restaurants ontworpen heeft, waaronder de Plaza Athénée, de Spoon Byblos, en Le Mix in New York en Las Vegas.
In 2007 ontwierp hij de stations voor de Parijse Vélib'. Het interieur van de stations van de Grand Paris Express neemt hij ook voor zijn rekening.
Werken van Patrick Jouin zijn te vinden in het MoMA, Mudam en Centre Pompidou dat in 2010 een tentoonstelling aan zijn werk wijdde.